# Pârteștii de Sus
Pârteștii de Sus – wieś w Rumunii, w okręgu Suczawa, w gminie Kaczyka. W 2011 roku liczyła 1640 mieszkańców. 